# 久地明
久地 明（くじ あきら、1927年7月27日 - 2017年9月17日）は、日本の俳優、殺陣師。本名は千葉 太郎。香川県観音寺市出身。

## 出演

### 映画
- あゝ洞爺丸（1954年） - 北大選手
- 大学の石松シリーズ（1956年） - 鬼沢の子分
  - 大学の石松 ぐれん隊征伐
  - 大学の石松 太陽族に挑戦す
- 少年探偵団（1957年）
  - 少年探偵団 かぶと虫の妖奇 - 新聞記者
  - 少年探偵団 第一部 二十面相の復讐 - 黒マントの怪人
  - 少年探偵団 第二部 夜光の魔人 - 黒マントの怪人
- 曲馬団の娘（1958年） - 運転手
- デン助の陽気な拳闘王（1958年） - トンビ
- 月光仮面 魔人（サタン）の爪（1958年）
- 鹿島灘の女（1959年） - 村の青年
- スピード狂時代 命を賭けて（1959年） - カミナリ愚連隊
- 二発目は地獄行きだぜ（1960年） - 船員
- 秘密（1960年） - 土工
- 地獄の渡り者（1960年） - 金山
- 俺から行くぞ（1960年） - 愚連隊
- 弾丸大将（1960年） - 亀岡
- 海底の挑戦者（1960年） - 辰
- あれが港の灯だ（1961年） - 中島
- 無鉄砲社員（1961年） - 愚連隊
- 大学武勇伝（1961年） - 中浜組組員
- 飛ばせ特急便 深夜の脱獄者（1961年） - 運転手
- 風来坊探偵シリーズ（1961年）
  - 風来坊探偵 赤い谷の惨劇 - ガメチの健
  - 風来坊探偵 岬を渡る黒い風 - 堀越の子分
- 金も命もいらないぜ（1961年） - 大館の乾分
- 皮ジャン・ブルース（1961年） - 人夫
- ファンキーハットの快男児シリーズ（1961年）
  - ファンキーハットの快男児
  - ファンキーハットの快男児 二千万円の腕
- 風の野郎と二人づれ（1961年） - 赤木石材の職人
- べらんめえ中乗りさん（1961年） - 木曽の木樵
- 白昼の無頼漢（1961年） - 星
- 銀座の旅笠（1961年） - 留置場の男
- 霧の港の赤い花（1962年） - 村木
- 恋と太陽とギャング（1962年） - 係
- 誇り高き挑戦（1962年） - 高山の配下
- 太平洋のGメン（1962年） - 藤村の子分
- 松本清張のスリラー 考える葉（1962年） - 大原鉄一
- こまどり姉妹 おけさ渡り鳥（1962年） - ストリップ劇場の客
- 狙い射ち無頼漢（1962年） - 王の乾分
- 九ちゃんの大当りさかさま仁義（1963年） - コバ松
- 傷だらけの不敵者（1963年） - 松岡
- 暴力街（1963年） - 三木
- 人生劇場 飛車角（1963年） - 白鉄
- 警視庁物語 全国縦断捜査（1963年） - 運転手
- 暗黒街最大の決斗（1963年） - 白石
- 馬喰一代（1963年） - 馬車追
- 忍者部隊月光（1964年） - 黒い忍者
- 網走番外地（1965年）
- にっぽん泥棒物語（1965年） - ダム工事の人夫
- 暗黒街仁義（1965年） - 銭村の子分
- 無宿者仁義（1965年） - 砂田組子分
- 任侠男一匹（1965年） - 竹部組乾分
- 地獄の波止場（1965年） - 北川
- ギャング頂上作戦（1965年） - 今野
- 網走番外地 北海篇（1965年）
- 地獄の野良犬（1966年） - 良助
- 五泊六日（1966年） - 寿司屋の仲間
- ギャングの帝王（1967年） - 白
- 柳ヶ瀬ブルース（1967年） - 瀬田
- 獄中の顔役（1968年） - 炊事夫
- 密告（たれこみ）（1968年） - ダンプの男
- ㊙トルコ風呂（1968年） - 日雇い労務者
- 人生劇場 飛車角と吉良常（1968年） - 亀
- 昭和残侠伝シリーズ
  - 昭和残侠伝 唐獅子仁義（1969年） - 与茂平
  - 昭和残侠伝 人斬り唐獅子 - ロク
  - 昭和残侠伝 破れ傘（1972年） - 荒熊
- 現代やくざ 与太者仁義（1969年） - ボディガードの男
- 現代任侠道 兄弟分（1970年） - 梶川
- 血染の代紋（1970年） - 須川
- 任侠興亡史 組長と代貸（1970年） - チンピラ
- やくざ刑事シリーズ
  - やくざ刑事（1970年） - 鬼頭
  - やくざ刑事 マリファナ密売組織（1970年） - 速水
  - やくざ刑事 恐怖の毒ガス（1971年） - ブロンソン
  - やくざ刑事 俺たちに墓はない（1971年） - 牙
- 夜遊びの帝王（1970年） - 安岡の子分
- ずべ公番長 東京流れ者（1970年） - 若い衆
- 狼やくざシリーズ（1972年）
  - 狼やくざ 殺しは俺がやる - 矢野
  - 狼やくざ 葬いは俺が出す - 抜射ちの政
- 暴力団再武装（1971年） - 組員 ※ノンクレジット
- 博徒斬り込み隊（1971年） - 刺客
- 喜劇 セックス攻防戦（1972年） - 警備隊
- 不良街（1972年） - 男
- 夜の女狩り（1972年） - 郷原組組員
- 昭和極道史（1972年） - 今井
- 銀蝶流れ者 牝猫博奕（1972年） - 谷
- 女囚さそり 第41雑居房（1972年） - 風間
- ボディガード牙シリーズ（1973年）
  - ボディガード牙 - メラク
  - ボディガード牙 必殺三角飛び - 金
- 実録 私設銀座警察（1973年） - 三国人
- 暴力街（1974年） - 剛原の秘書
- 0課の女 赤い手錠（1974年） - 刑事・井上 ※擬闘も担当
- 従軍慰安婦（1974年） - 下士官
- 女必殺拳（1974年） - ネレー
- 衝撃! 売春都市（1974年） - 関
- 直撃! 地獄拳（1974年） - ワンパンチ・ジム
- 少林寺拳法（1975年）
- 仁義の墓場（1975年）
- 若い貴族たち 13階段のマキ（1975年） - 黒岩
- 大脱獄（1975年） - 労務者
- 青春讃歌 暴力学園大革命（1975年） - 泉健
- 新幹線大爆破（1975年） - 消防士
- けんか空手シリーズ
  - けんか空手 極真拳（1975年）
  - けんか空手 極真無頼拳（1975年） - 土肥
  - 空手バカ一代（1977年） - 親分
- 東京ディープスロート夫人（1975年、東映） - 黒背広の男
- キンキンのルンペン大将（1976年） - 食堂のレジの店員
- 武闘拳 猛虎激殺!（1976年） - 摩文仁猛賢
- 狭山裁判（1976年） - 石田一義
- 新・女囚さそり 701号（1976年） - 加賀刑事
- 河内のオッサンの唄 よう来たのワレ（1976年） - 丸谷
- 新宿酔いどれ番地 人斬り鉄（1977年） - レストランの荒くれ者
- トラック野郎シリーズ
  - トラック野郎・度胸一番星（1977年） - 錦鯉
  - トラック野郎・突撃一番星（1978年） - 伊勢虎
- こちら葛飾区亀有公園前派出所（1977年） - 男
- 二百三高地（1980年） - 落合泰蔵

### テレビ映画
- 特別機動捜査隊 第144話「倒産」（1964年）
- 風来物語（1964年）
- 悪魔くん（NET）
  - 第2話「化烏」（1966年10月13日） - 化烏
  - 第4話「大海魔」（1966年10月27日） - 船長
  - 第21話「化石人」（1967年2月23日）
- キャプテンウルトラ 第17話「合成怪獣バクトンあらわる!!」（1967年） - 警官
- 忍者ハットリくん+忍者怪獣ジッポウ（1967年）
  - 第10話「学校は難しいでござる」 - 愛犬スクールの教官
  - 第17話「危機一発 人助けでござる」 - 消防士
- ジャイアントロボ 第17話「赤富士ダムを破壊せよ」（1968年） - 攻撃隊長
- 河童の三平 妖怪大作戦 第6話「蜘蛛女」（1968年） - トラック運転手
- プレイガールシリーズ
  - プレイガール
    - 第6話「女は裸で勝負する」（1969年）
    - 第17話「女はスレスレで勝負する」（1969年）
    - 第103話「いじめて愛して」（1971年）
    - 第182話「たまき撃たる!!」（1972年）
    - 第199話「女は裸に命を賭ける」（1973年）
    - 第262話「金があれば年の差なんて!」（1974年）

  - プレイガールQ 第64話「女の勝負は裸で迫る」（1976年） - 山下
- キイハンター
  - 第16話「亡霊は真夏の太陽の下に」（1968年）
  - 第252話「冒険また冒険、探偵小僧大奮戦!」（1973年）
- バーディ大作戦 第12話「縛り首の木のある恐い町」（1974年）
- Gメン'75
  - 第22話「警視庁殺人課」（1975年） - 警視庁第一外事課刑事
  - 第23話「車椅子の女刑事」（1975年） - 尾形（修理工場社長）
  - 第29話「死刑結婚式」（1975年）
  - 第34話「警視庁の中のスパイ」（1976年） - 銀嶺会組員
  - 第38話「スチュワーデス殺人事件」（1976年） - 桜井安彦
  - 第49話「土曜日21時のトリック」（1976年） - 緒久呂組組員
  - 第55話「Gメンの首」（1976年） - 麻薬取引の男
  - 第59話「東京-沖縄　縦断捜査網」（1976年） - キャバレーのボーイ
  - 第61話「沖縄に響く痛恨の銃声」（1976年） - キャバレーのボーイ
  - 第66話「警視庁の中の密室殺人」（1976年） - 内ゲバ殺人事件の被害者
  - 第69話「ヒキ逃げ白バイ警官」（1976年） - 鹿村興業のチンピラ
  - 第72話「恐怖のロープウェイ」（1976年） - キャバレーの客
  - 第102話「思春期病棟」（1977年） - 麻薬の売人
  - 第106話「女刑事　殺人第一課」（1977年） - 麻薬の売人
  - 第110話「警視庁宮ノ森交番のトリック」（1977年） - 巡査部長
  - 第135話「死んだ人からの緊急電話」（1977年） - 廃品回収業の男
  - 第137話「'78新春大脱獄!」（1978年） - ヘロイン密売組織の男
  - 第166話「女医の告白」（1978年） - 焼き鳥屋主人
  - 第168話「夏祭りの夜の惨劇」（1978年）
  - 第196話「東京発ひかり157号のトリック」（1979年） - やくざ
  - 第199話「土曜日にネズミを殺せ!」（1979年） - 改造拳銃の密売人
  - 第230話「零下50度からの逃亡者」（1979年） - ニセ救急隊員
- 宇宙鉄人キョーダイン
  - 第17話「勝負だ! 死のX攻撃」（1976年） - 医師
  - 第22話「ギャーッ!! 消えた教室」（1976年） - パイロット
  - 第39話「どうする!? マレー大彗星が地球に衝突」（1977年） - 分隊長
- がんばれ!!ロボコン 第92話「バブバブバァ!! いたずらがいっぱい」（1976年） - 自動車整備工
- ぐるぐるメダマン 第15話「ゆび切り缶切り おバケのカンズメ」（1976年） - 誘拐犯
- 忍者キャプター（1976年）
  - 第1話「東京タワーに立つ七人の忍者」 - 血コウモリ
  - 第15話「まんじ谷から鬼が来た!」 - シニガミ（風魔鬼四天王）
- 快傑ズバット 第4話「涙の敵中突破」（1977年）- 村人
- 大鉄人17 第5話「空飛ぶ氷山」（1977年） - 機長
- 特捜最前線
  - 第13話「愛・弾丸・哀」（1977年）
  - 第49話「時効5分前のチャップリン!」（1978年）
  - 第70話「スパイ衛星が落ちた海!」（1978年）
  - 第78話「挑戦II・僕はおじさんを許さない!」（1978年）
  - 第119話「サウスポーは死の匂い!」（1979年）
  - 第143話「殺人伝言板・それぞれのクリスマス!」（1979年）
  - 第162話「窓際警視の靴が泣く!」（1980年）
  - 第188話「プラットホーム転落死事件!」（1980年） - ヤクザ
  - 第226話「太鼓を打つ刑事!」（1981年）
  - 第267話「裸足の女警部補!」（1982年）
  - 第272話「狙われた乗客!」（1982年）
  - 第277話「橘警部逃亡!」（1982年）
  - 第290話「ふるさとの女!」（1982年）
  - 第308話「いつか逢った悪女!」（1983年）
  - 第315話「面影列車!」（1983年）
  - 第328話「カラスと呼ばれた女!」（1983年）
  - 第344話「幻の父・幻の子!」（1983年）
  - 第369話「兜町・コンピューターよ、演歌を歌え!」（1984年）
- 人間の証明 第5話（1978年）
- 青春の門・自立編 第24話（1978年）
- 大追跡 第12話「殺し屋に墓はない」（1978年）
- スパイダーマン 第31話「明日なき子連れ刑事」（1978年） - 黒崎竜三
- 熱中時代 第12話「熱中先生と少年探偵団」（1978年） - 刑事
- 森村誠一シリーズII 野性の証明（1979年） - 小川平作
- 大都会 PARTIII 第27話「奪われたポリススペシャル」（1979年）
- バトルフィーバーJ 第15話「エゴスの地獄料理」（1979年） - シェフ（カタツムリ怪人人間態）
- 土曜ワイド劇場 渓流釣り殺人事件・殺意の三面峡谷（1979年）
- 仮面ライダー (スカイライダー) 第3話「勇気だ! コウモリ笛の恐怖」（1979年） - 公園の老人
- ザ・スーパーガール
  - 第8話「女を襲う黒い影を追え!」（1979年）
  - 第26話「新探偵 売春組織の罠を暴け」（1979年）
  - 第29話「全裸殺人 謎のマッサージ師」（1979年） - 守衛
  - 第46話「夜の修道院 黒衣に秘めた白い肌」（1980年）
- 騎馬奉行 第5話「大川に咲いた毒の花」（1979年）
- 噂の刑事トミーとマツ 第1シリーズ 第4話「女ごころvs迷コンビ」（1979年）
- 西部警察 (PART1) 第17話「地獄から還った刑事」（1980年）
- 爆走! ドーベルマン刑事 第6話「アレックスを射殺せよ!」（1980年）

## その他
※いずれも殺陣の担当作品
- キャプテンウルトラ（1967年）
- ジャイアントロボ（1967年 - 1968年）
- キイハンター（1968年 - 1973年）
- 河童の三平 妖怪大作戦（1968年 - 1969年）
- 怪盗ラレロ（1968年 - 1969年）
- 薔薇の葬列（1969年）
- ゴールドアイ（1970年）